# Municipio de Chain Lakes
El municipio de Chain Lakes (en inglés: Chain Lakes Township) es un municipio ubicado en el condado de Ramsey en el estado estadounidense de Dakota del Norte. En el año 2010 tenía una población de 12 habitantes y una densidad poblacional de 0,13 personas por km².

## Geografía
El municipio de Chain Lakes se encuentra ubicado en las coordenadas 48°21′2″N 99°7′55″O / 48.35056, -99.13194. Según la Oficina del Censo de los Estados Unidos, el municipio tiene una superficie total de 95.25 km², de la cual 66,45 km² corresponden a tierra firme y (30,24 %) 28,81 km² es agua.

## Demografía
Según el censo de 2010, había 12 personas residiendo en el municipio de Chain Lakes. La densidad de población era de 0,13 hab./km². De los 12 habitantes, el municipio de Chain Lakes estaba compuesto por el 100 % blancos. Del total de la población el 0 % eran hispanos o latinos de cualquier raza.